# María Luisa Mayol
Luisa Mayol Labbé (Santiago, 20 de febrero de 1981) es una actriz chilena radicada en España.

## Carrera
Se formó en la Academia de Actuación de Fernando González y su primer trabajo fue en Magi-K, serie infantil del canal Mega, que tuvo dos temporadas en 2005 y 2006. 
Tras realizar varias participaciones especiales, en 2011 formó parte del elenco de Esperanza de TVN, la primera telenovela chilena en el horario diurno.
En paralelo inició una carrera como panelista de programas de TV, en el programa matutino Mujeres primero, de La Red. Pero su salto a la fama vino meses después con su personaje cómico "La Malú" en el programa de espectáculos Intrusos del mismo canal.
Fue presentadora de Primer plano, durante la temporada de verano de 2013. Tras ello vino una oferta de TVN, donde coanimó Vitamina V junto a José Miguel Viñuela.
Retomó la actuación en 2014 con el rol de Soledad en la telenovela nocturna No abras la puerta de TVN.
En 2015 se mudó a España y se integró a la tercera temporada de la serie española Gym Tony de la cadena Cuatro.
En 2018 fue parte de la película producida por Telecinco Cinema, El cuaderno de Sara, del director Norberto López Amado protagonizada por Belén Rueda.
En 2019 estrena Quien a hierro mata del director Paco Plaza.

## Filmografía

### Cine
| Películas | Películas           | Películas | Películas            |
| Año       | Película            | Rol       | Director             |
| --------- | ------------------- | --------- | -------------------- |
| 2008      | Santos, la película | Policía   | Nicolás López        |
| 2010      | Que pena tu vida    | Modelo    | Nicolás López        |
| 2018      | El cuaderno de Sara | Irene     | Norberto López Amado |
| 2019      | Quien a hierro mata | Ana       | Paco Plaza           |
| 2021      | Alegría             | Esther    | Violeta Salamanca    |
| 2022      | Fatum               | Lidia     | Juan Galiñanes       |
| 2024      | Amanece en Samaná   | Alejandra | Rafael Cortes        |

### Televisión
| Teleseries | Teleseries         | Teleseries               | Teleseries |
| Año        | Teleserie          | Rol                      | Canal      |
| ---------- | ------------------ | ------------------------ | ---------- |
| 2007       | Corazón de María   | Pequeño rol              | TVN        |
| 2011       | Esperanza          | Dolores "Luly" Fernández | TVN        |
| 2014       | No abras la puerta | Soledad Vivanco          | TVN        |

### Series y unitarios
| Series y Unitarios | Series y Unitarios    | Series y Unitarios | Series y Unitarios |
| Año                | Serie                 | Rol                | Canal              |
| ------------------ | --------------------- | ------------------ | ------------------ |
| 2005-2006          | Magi-K                | Matilde Farías     | Mega               |
| 2007               | Huaiquimán y Tolosa   |                    | Canal 13           |
| 2009               | Nadie me entiende     | Estíbaliz          | Canal 13           |
| 2010               | Los 80                | Madre Paty         | Canal 13           |
| 2012               | Infieles              | Lucía              | Chilevisión        |
| 2015               | Gym Tony              | Sabina Kempes      | Cuatro             |
| 2020               | Relatos con-fin-a-dos | Angélica           | Prime Video        |

### Programas de televisión
| Año       | Programa          | Rol                  | Canal       |
| --------- | ----------------- | -------------------- | ----------- |
| 2011      | Club Falabella TV | Productos de belleza |             |
| 2011      | Mujeres primero   | Comentarista de moda | La Red      |
| 2011-2012 | Intrusos          | Malú                 | La Red      |
| 2012      | Los Profesionales | Panelista            | La Red      |
| 2012      | Pareja Perfecta   | Malú                 | Canal 13    |
| 2013      | Primer Plano      | Conductora           | Chilevisión |
| 2013      | Vive Viña en TVN  | Panelista            | TVN         |
| 2013      | Juga2             | Capitana (reemplazo) | TVN         |
| 2013      | Vitamina V        | Coanimadora          | TVN         |

### Videos musicales
| Año  | Título      | Artista  | Director      |
| ---- | ----------- | -------- | ------------- |
| 2014 | Hey Hey Hey | Los Tres | Boris Quercia |